# Udden (Eckerö, Åland)
Udden är en halvö i Åland (Finland). Den ligger i den västra delen av landskapet, 26 km nordväst om huvudstaden Mariehamn. Udden ligger på ön Eckerö.